# 十三鐵衛幫
十三鐵衛幫，台灣著名黑幫團體，性質屬於外省角頭團體，而後因地緣關係加入成員以本省人居多主要活動於台灣桃園市桃園區等地，該團體成員人數不明，包含準成員可能有數百人之間。十三鐵衛在1990年代間成員因具有政治民意代表的身份，其挾帶的政治資源使得幫派勢力逐漸凌駕於當地的黑白兩道，並犯下多起暴力犯罪事件，影響社會治安甚鉅。其成員多自稱為「十三仔」。
現今十三鐵衛與「小南門」、「大樹林」、「血鷹幫」等角頭幫派，被桃園市警察局刑事警察大隊並列為桃園市四大傳統幫派。

## 略歷
十三鐵衛於1972年5月13日在桃園市虎頭山成立，是由桃園市幫派份子、地方仕紳所結義串聯成型的幫派團體，最早自稱為「十三兄弟」，成員源自與桃園早期「三仙幫」老大「老鼠達仔」的嫡系人馬，所以十三兄弟將老鼠達仔尊奉為起源祖師爺。
十三兄弟在當代知名成員有：「皮球」張中興、「大扁」許振澐、「小扁」許振現、「良哥」黃介良、林家興、「空仔賜」邱顯賜、「榜大ㄟ」許金榜、「王哥」楊盛全、「冠廣」江文傑、「阿土」游輝榮、「老六」、「老廣」、游添義、邱瑞安、邱開南、黎桂青、「牛奶」邱長康、杜炳鐘、吳志修、陳宏發、曾敬道等人，而被視為領導人物綽號「大扁」的許振澐以經營賭場為主，逐步知名於當地並發展成新的角頭團體。
1990年代台灣社會正盛行賭博電玩，桃園市大街小巷隨處可見賭博電玩店，十三鐵衛與同地緣關係的「血鷹幫」，盤據在桃園火車站一帶經營賭博電玩店、賭場、酒店及舞廳等生意。時任桃園市代表會主席的許振澐，挾著政治資源及人脈，逐步壯大十三鐵衛的勢力，並與血鷹幫相關人士桃園市議長的吳振寰，共同經營「環亞遊樂場」的賭博電玩業，月營業額甚至高達上億元，在當時被視為賭博電玩兩大龍頭而在當地廣為人知。
1994年間，許振澐憑著幫派勢力與錢脈選上桃園市議員，並與吳振寰互相競爭議長寶座，最終勝出，因其政治資源也使得十三鐵衛的幫派勢力開始邁向另一高峰。同年間因前後涉及環亞電玩賭博案，以及議長賄選案，牽涉收賄的議員高達52名而震驚社會。許振澐短暫躲避中國直至2002年返台並入獄關押，出獄後再於2003年因賄選案定讞再遭判刑，因而再度逃亡遭桃園地檢署發布通緝，直至2008年末再遭逮捕入獄。
2002年間，十三鐵衛的老大許振澐因案逃亡期間，由幫內要角綽號「大炳」的杜炳鐘被視為十三鐵衛的代理幫主，並與幫內大老「王哥」楊盛全、大哥「牛奶」邱長康等人經營當時全台灣最大的搖頭店「獅子王舞廳」而盛極一時。十三鐵衛幫同期另有「SKY舞廳」、「48街舞廳」、「天空之城」等舞廳，成為開創台灣大型舞廳的新里程碑，卻也造就幫派份子流行在舞廳販售搖頭丸、K他命等毒品交易影響社會治安數年之久。
2004年4月，「大炳」杜炳鐘因與天道盟同心會份子「小尉」凃文蔚發生糾紛，唆使小弟將人押至桃園市虎頭山上毆打凌虐，並殘忍切下雙手大姆指。桃園市警方因此將杜炳鐘列為治平掃黑對象，並對十三鐵衛成員展開追緝，並於同年6月展開掃黑行動，逮捕以杜炳鐘為首的十三鐵衛份子入獄。杜炳鐘於2009年5月出獄後，為積極重振十三鐵衛威望，以桃園市桃園區愛三街為堂口，廣收幫眾並從事酒店圍事及工程圍事承包、以合法掩飾非法的方式從事持槍暴力討債等不法行為。

### 近期發展
2012年12月，十三鐵衛份子黃三合與小弟鍾志泓，與「大樹林幫」角頭綽號「大胖俊雄」莊俊雄在酒店因敬酒糾紛起口角，隨後莊俊雄率領四名幫手並攜帶兩把手槍前往桃園市中山路黃三合岳父處興師問罪，雙方談判期間再度爆發衝突，莊俊雄的手槍遭到鍾志泓搶奪，不勘受辱的黃三合隨即指示小弟開槍射殺莊俊雄致死，隨後帶槍投案遭逮捕入獄。
2014年，小南門幫與同為桃園市地方幫派的黑人家族因地盤問題發生爭執，前者邀請十三鐵衛與竹聯幫捍衛隊份子相助，後者拉攏大樹林幫及龜山鄉角頭份子與之抗衡，兩派人馬在三天內發生兩次大規模火拼，數十人參與鬥毆而引起社會關注。桃園市警方擔心衝突擴大，全面壓制兩派人馬，並追緝相關人員。
2015年1月，萬華地區黑幫份子陳福祥因毒品買賣黑吃黑，犯下西門町峨眉停車場雙屍命案震驚社會，逃亡期間由十三鐵衛成員綽號「大軍」的洪廣明接應躲藏十二天。同月24日警方攻堅逮捕藏匿在桃園的陳福祥，並一併逮捕洪廣明及其手下陳鴻源、黃基全等人。。

## 知名成員
- 「大扁」許振澐- 十三鐵衛創始人，曾為桃園縣議會議長，現為鎮撫宮董事長。
- 「小扁」許振現- 創幫元老，曾為桃園市市民代表主席。
- 「皮球」張中興- 曾有十三總司令的稱號，曾主持號令幫眾進行敵對聯軍幫派戰爭。
- 「良哥」黃介良- 忠義鐵衛的代表人物，1970年代替老大老鼠達仔報仇，被當局逮捕進行軍法審判判處死刑，而後因逢大赦才逃過死刑。2016年9月23日病逝。
- 「大炳」杜炳鐘- 許振澐因案逃亡期被視為代理幫主，媒體稱為少幫主。2019年6月病逝。
- 「王哥」楊盛全- 桃園市盛極一時的獅子王舞廳及美加泰舞廳負責人[25]。
- 「大軍」洪廣明- 藏匿萬華殺手陳福祥因而聲名大噪，被視為「大炳」旗下的第二把交椅[1]。
- 「阿道」曾敬道- 1999年間曾犯下臺灣史上第一走私軍火最多的案件，服刑出獄後從事殯葬事業[26]。
- 「阿三」黃三合- 與小弟鍾志泓槍殺大樹林角頭一戰成名，而後被四海幫吸收進海嘯堂擔任堂主[27][28]。
- 「榜大」許金榜- 創幫元老，武鬥派戰將，已退隱從事宗教社團代表。
- 「志修」吳志修- 當年受過一清專案管訓，目前為現任幫主。
- 「阿林仔」陳森林- 所在幫派以暴力討債為名(血鷹幫), 經營各大酒店圍事, 人狠話不多, 以砸店砍人為名。 【血鷹幫大哥大】
- 「Cherie」血鷹幫智囊團大姐大, 天才般的工程師, 平時檯面上以拍攝生活影片為樂, 私底下為殺人不眨眼的冷豔箭術高手。

## 參閲
- 臺灣黑幫